# Crassicauda boopis
Crassicauda boopis is een rondwormensoort uit de familie van de Tetrameridae. De wetenschappelijke naam van de soort is voor het eerst geldig gepubliceerd in 1920 door Baylis.